# Raión de Kovdor
El raión de Kovdor (ruso: Ковдо́рский райо́н) es un distrito administrativo (raión) ruso perteneciente a la óblast de Múrmansk. Se ubica en el suroeste de la óblast. Su capital es Kovdor.
En 2023, el raión tenía una población de 16 762 habitantes.
Se halla muy cercano a la frontera con Finlandia, pero solamente limita con este país en una esquina de cuatrifinio interdistrital.

## Subdivisiones
Comprende la ciudad de Kovdor (la capital, donde viven nueve de cada diez habitantes del raión) y cinco localidades rurales: el pueblo (seló) de Yona y los núcleos habitados no categorizados (naselionni punkt) de Yonski, Kuropta, Leipi y Rikolatva. Debido a la gran concentración de la población, el raión no tiene subdivisiones de autogobierno local, y un solo ayuntamiento con sede en Kovdor gobierna todo el territorio distrital. Hasta 2021, el ayuntamiento se autogobernaba como ókrug urbano, como si Kovdor fuese una ciudad directamente subordinada a la óblast. En 2021, el raión se reorganizó como ókrug municipal. Se considera raión y no ciudad subordinada a la óblast porque, a efectos de mera desconcentración administrativa y sin autogobierno rural propio, las cinco localidades rurales se administran conjuntamente bajo un ókrug rural separado, con sede en Yonski.